# Орлінець (Поморське воєводство)
Орлінець (пол. Orliniec, нім. Neulanghorst) — село в Польщі, у гміні Новий Двур-Гданський Новодворського повіту Поморського воєводства.
Населення — 110 осіб (2011).
У 1975-1998 роках село належало до Ельблонзького воєводства.

## Демографія
Демографічна структура станом на 31 березня 2011 року:
|          | Загалом | Допрацездатний вік | Працездатний вік | Постпрацездатний вік |
| -------- | ------- | ------------------ | ---------------- | -------------------- |
| Чоловіки | 60      | 17                 | 42               | 1                    |
| Жінки    | 50      | 13                 | 32               | 5                    |
| Разом    | 110     | 30                 | 74               | 6                    |